# Llista d'elements químics per períodes
- Elements del període 1
  - 1 Hidrogen (H)
  - 2 Heli (He)

- Elements del període 2
  - 3 Liti (Li)
  - 4 Beril·li (Be)
  - 5 Bor (B)
  - 6 Carboni (C)
  - 7 Nitrogen (N)
  - 8 Oxigen (O)
  - 9 Fluor (F)
  - 10 Neó (Ne)

- Elements del període 3
  - 11 Sodi (Na)
  - 12 Magnesi (Mg)
  - 13 Alumini (Al)
  - 14 Silici (Si)
  - 15 Fòsfor (P)
  - 16 Sofre (S)
  - 17 Clor (Cl)
  - 18 Argó (Ar)

- Elements del període 4
  - 19 Potassi (K)
  - 20 Calci (Ca)
  - 21 Escandi (Sc)
  - 22 Titani (Ti)
  - 23 Vanadi (V)
  - 24 Crom (Cr)
  - 25 Manganès (Mn)
  - 26 Ferro (Fe)
  - 27 Cobalt (Co)
  - 28 Níquel (Ni)
  - 29 Coure (Cu)
  - 30 Zinc (Zn)
  - 31 Gal·li (Ga)
  - 32 Germani (Ge)
  - 33 Arsènic (As)
  - 34 Seleni (Se)
  - 35 Brom (Br)
  - 36 Criptó (Kr)

- Elements del període 5
  - 37 Rubidi (Rb)
  - 38 Estronci (Sr)
  - 39 Itri (Y)
  - 40 Zirconi (Zr)
  - 41 Niobi (Nb)
  - 42 Molibdè (Mo)
  - 43 Tecneci (Tc)
  - 44 Ruteni (Ru)
  - 45 Rodi (Rh)
  - 46 Pal·ladi (Pd)
  - 47 Argent (Ag)
  - 48 Cadmi (Cd)
  - 49 Indi (In)
  - 50 Estany (Sn)
  - 51 Antimoni (Sb)
  - 52 Tel·luri (Te)
  - 53 Iode (I)
  - 54 Xenó (Xe)

- Elements del període 6 (1a part)
  - 55 Cesi (Cs)
  - 56 Bari (Ba)

- Lantanoides
  - 57 Lantani (La)
  - 58 Ceri (Ce)
  - 59 Praseodimi (Pr)
  - 60 Neodimi (Nd)
  - 61 Prometi (Pm)
  - 62 Samari (Sm)
  - 63 Europi (Eu)
  - 64 Gadolini (Gd)
  - 65 Terbi (Tb)
  - 66 Disprosi (Dy)
  - 67 Holmi (Ho)
  - 68 Erbi (Er)
  - 69 Tuli (Tm)
  - 70 Iterbi (Yb)

- Elements del període 6 (continuació)
  - 71 Luteci (Lu)
  - 72 Hafni (Hf)
  - 73 Tàntal (Ta)
  - 74 Tungstè (W)
  - 75 Reni (Re)
  - 76 Osmi (Os)
  - 77 Iridi (Ir)
  - 78 Platí (Pt)
  - 79 Or (Au)
  - 80 Mercuri (element) (Hg)
  - 81 Tal·li (Tl)
  - 82 Plom (Pb)
  - 83 Bismut (Bi)
  - 84 Poloni (Po)
  - 85 Àstat (At)
  - 86 Radó (Rn)

- Elements del període 7 (1a part)
  - 87 Franci (Fr)
  - 88 Radi (Ra)

- Actinoides
  - 89 Actini (Ac)
  - 90 Tori (Th)
  - 91 Protoactini (Pa)
  - 92 Urani (U)
  - 93 Neptuni (Np)
  - 94 Plutoni (Pu)
  - 95 Americi (Am)
  - 96 Curi (Cm)
  - 97 Berkeli (Bk)
  - 98 Californi (Cf)
  - 99 Einsteini (Es)
  - 100 Fermi (Fm)
  - 101 Mendelevi (Md)
  - 102 Nobeli (No)

- Elements del període 7 (continuació)
  - 103 Lawrenci (Lr)
  - 104 Rutherfordi (Rf)
  - 105 Dubni (Db)
  - 106 Seaborgi (Sg)
  - 107 Bohri (Bh)
  - 108 Hassi (Hs)
  - 109 Meitneri (Mt)
  - 110 Darmstadti (Ds)
  - 111 Roentgeni (Rg)
  - 112 Copernici (Cn)
  - 113 Nihoni (Nh)
  - 114 Flerovi (Fl)
  - 115 Moscovi (Mc)
  - 116 Livermori (Lv)
  - 117 Tennes (Ts)
  - 118 Oganessó (Og)